# Onthophagus productus
Onthophagus productus là một loài bọ cánh cứng trong họ Bọ hung (Scarabaeidae).